# 100 Hekata
100 Hekata (mednarodno ime 100 Hekate, starogrško starogrško Ἑκάτη: Hekáte) je velik asteroid tipa S v glavnem asteroidnem pasu. Kroži na istem prostoru kot družina Higeja, vendar ni povezan z njo. Njegov albedo 0,1922 je prevelik in asteroid je drugega spektralnega tipa da bi bil član temne ogljikove družine Higeja.

## Odkritje
Hekato je odkril 11. julija 1868 James Craig Watson v Ann Arborju, Michigan. To je bil njegov četrti po vrsti odkriti asteroid in do tedaj stoti v Osončju. Ime je dobil po Hekati, boginji čarovništva in podzemlja v grški mitologiji, vendar obeležuje tudi stoti odkriti asteroid, saj je hekaton v grščini 100.

## Značilnosti
Asteroid Hekata obkroži Sonce v 5,43 letih. Njegov tir ima izsrednost 0,1658, nagnjen pa je za 6,4321° proti ekliptiki. Njegov premer je 88,66 km, okrog svoje osi pa se zavrti v 13,333 urah .

## Okultacije
Okultacijo Hekate z zvezdo so opazovali 14. julija 2003 z Nove Zelandije.